# ウニクス上里
ウニクス上里（ウニクスかみさと）は、埼玉県児玉郡上里町に2007年（平成19年）8月8日に開業したネイバーフッド型ショッピングセンター（NSC）。ウニクスとしては6店舗目で、埼玉県内では3店舗目となる。

## 概要
本庄駅南口に立地していたサティや、神保原駅付近に立地していたジャスコが相次いで閉店し、駅前の商業空洞化が激しい中、児玉郡・本庄市エリアでは初のショッピングモールとして開店した。
一般的なモール型ショッピングセンターとは違い、小商圏型SC（NSC）などでポピュラーな独立型テナント方式を起用している。
2023年には大規模なリニューアル工事を行い、一部入居テナントが1階から2階に移転している。

## 場所
- 住所：埼玉県児玉郡上里町大字七本木2272-1
- 所在地：群馬県道・埼玉県道23号藤岡本庄線沿い。高速道路ガード下からすぐそば。

### アクセス
児玉郡各町・本庄市をはじめ、高崎・伊勢崎・藤岡・深谷・寄居・秩父などの各方面から自動車によるアクセスがしやすい立地である。
- 高速道路
  - 関越自動車道本庄児玉ICから5分程度。
- 鉄道
  - JR高崎線本庄駅から朝日自動車バス 神川町神泉総合支所行で「ウニクス上里前」下車。
  - 高崎線神保原駅から徒歩30分程度。
  - 上越・北陸新幹線 本庄早稲田駅下車。タクシーで連絡。

## 主な出店店舗

### ヤオコー
ウニクス上里の核店舗はヤオコー上里店で、アップスケール型となっている。近隣の店舗としては、本庄市内に本庄中央店、児玉バイパス店および児玉南店がある。

### ユナイテッド・シネマ ウニクス上里
オープンの時点で埼玉県最北の映画館で、埼玉県の郡部では初の映画館であった。9スクリーンあり、計1,609席。2007年8月15日にオープン。アイシティシネマ（アイシティ21）などでも使われている、フランス・キネット社製の高級シートを採用している。一人2つの肘掛けつき。
9月下旬、U-ONLINE発券機上に時計が設置された（カウンターに設置されている座席状況モニター右上に時計が表示されている）。
| SCREEN No. | 座席数 | スクリーンサイズ | 備考   |
| ---------- | ------ | ---------------- | ------ |
| 1          | 105    | 3.3m×8.0m        | 3D対応 |
| 2          | 105    | 3.3m×8.0m        |        |
| 3          | 300    | 5.2m×12.5m       |        |
| 4          | 220    | 4.7m×11.2m       |        |
| 5          | 400    | 6.9m×16.4m       |        |
| 6          | 105    | 3.3m×8.0m        |        |
| 7          | 85     | 3.3m×7.9m        |        |
| 8          | 103    | 3.3m×8.0m        |        |
| 9          | 186    | 4.8m×11.6m       |        |

### その他店舗・営業時間
出店店舗・営業時間の詳細は公式サイト「ショップガイド」を参照。
- スギ薬局 上里店
- ABC-MART ウニクス上里店
- ザ・ダイソー ウニクス上里店
- ライトオン ウニクス上里店
- ヒマラヤ スポーツ&ゴルフ ウニクス上里店
- くまざわ書店 上里店[3]
- 無印良品 上里店[3]
- 上里カルチャーセンター
- ドゥ・スポーツプラザ 上里店
- メガネのイタガキ ウニクス上里店
- タリーズコーヒー ウニクス上里店
- カーブス ウニクス上里店[3]